# Andrea Ghez
Andrea Mia Ghez (Nova Iorque, 16 de junho de 1965) é uma astrônoma estadunidense. É professora do Departamento de Física e Astronomia da Universidade da Califórnia em Los Angeles. Em 2000 a revista Discover listou Ghez como um dos 20 cientistas de topo nos Estados Unidos que mostraram elevado grau de entendimento em seus campos respectivos.
Em 2020, ela foi laureada com o Prêmio Nobel de Física, junto com Reinhard Genzel, "pela descoberta de um objeto compacto supermassivo no centro de nossa galáxia". A outra metade foi concedida a Roger Penrose.

## Vida
Crescida em Chicago, Ghez queria ser inicialmente uma bailarina. O pouso na lua a inspirou a querer tornar-se a primeira mulher astronauta e sua mãe apoiou esta decisão. Sua mais influente modelo de papel feminino foi a sua professora ginasial de química. Começou a estudar matemática e depois mudou para física. Obteve um BS em física no Instituto de Tecnologia de Massachusetts em 1987 e um Ph.D. em 1992 no Instituto de Tecnologia da Califórnia, orientada por Gerald Neugebauer.

## Carreira
Suas pesquisas atuais envolvem o uso de técnicas de imagem de alta resolução espacial, tal como o sistema óptico adaptativo do Observatório W. M. Keck, para estudar regiões de formação de estrelas e o buraco negro supermassivo no centro da Via Láctea, conhecido como Sagittarius A*. Ghez usa a cinemática das estrelas próximas ao centro da Via Láctea como uma sonda para investigar esta região. A alta resolução do telescópio Keck proporcionou melhoras significativas sobre o primeiro grande estudo da cinemática do centro galáctico do grupo de Reinhard Genzel.
Em 2004 Ghez foi eleita membro da Academia Nacional de Ciências dos Estados Unidos.

## Premiações
- Prêmio Annie J. Cannon de Astronomia (1994)
- Prêmio Newton Lacy Pierce de Astronomia da American Astronomical Society (1998)
- Prêmio Maria Goeppert-Mayer da American Physical Society (1999)[10]
- Prêmio Sackler (2004)[11]
- Prêmio Crafoord de Astronomia (2012)[12]
- Prêmio Nobel de Física (2020)[3]

## Publicações selecionadas
- The Multiplicity of T Tauri Stars in the Taurus-Auriga & Ophiuchus-Scorpius Star Forming Regions: A 2.2 micron Imaging Survey, 1993, AJ, 106, 2005
- High Spatial Resolution Imaging of Pre-Main Sequence Binary Stars: Resolving the Relationship Between Disks and Close Companions, 1997, ApJ, 490, 353
- High Proper Motions in the Vicinity of Sgr A*: Unambiguous Evidence for a Massive Central Black Hole, 1998, ApJ, 509 678
- The Accelerations of Stars Orbiting the Milky Way's Central Black Hole, 2000, Nature, 407, 349
- The First Measurement of Spectral Lines in a Short-Period Star Bound to the Galaxy's Central Black Hole: A Paradox of Youth, 2003, ApJLetters, 586, 126
- "Measuring Distance and Properties of the Milky Way's Central Supermassive Black Hole with Stellar Orbits", 2008, ApJ, 689, 1044